# Стефанович, Иван
Иван «Срба» Стефанович (серб. Иван "Срба" Стефановић; 30 мая 1912, Смедерево — 22 августа 1948, Белград) — югославский сербский партизан Народно-освободительной войны Югославии, Народный герой Югославии.

## Биография
Родился 30 мая 1912 в Смедерево. До войны работал на железнодорожной станции Смедерево. В молодости вступил в революционное рабочее движение, боролся за права рабочих. Член Компартии Югославии с 1940 года. В партизанском движении с 1941 года, занимался скупкой оружия и агитацией за вступление в Народно-освободительную армию Югославии. В июле 1941 года зачислен в Грочанско-Смедеревскую роту Космайско-Посавского партизанского отряда, прошёл путь от рядового бойца до командира роты.
В деревнях Подунайского среза Стефанович занимался вербовкой местных жителей, а также созданием партийных ячеек. В мае 1943 года назначен командиром Космайского партизанского отряда, до конца войны числился в штабе отряда. Лично вёл своих бойцов в атаку, сражаясь в первых рядах. В битве при Малом-Орашье был тяжело ранен. С 1944 года командовал 1-й шумадийской бригадой НОАЮ. В середине года назначен работником в Младеновацком окружном комитете Коммунистической партии Югославии, где и работал после войны.
В 1946 году от последствий ранений Стефанович тяжело заболел и 22 августа 1948 скоропостижно скончался в Белграде.
Награждён рядом орденов и медалей, в том числе Орденом Народного героя Югославии (посмертно, указ Иосипа Броза Тито от 8 октября 1953).